# Corynoporella tenuis
Corynoporella tenuis is een mosdiertjessoort uit de familie van de Bugulidae. De wetenschappelijke naam van de soort is voor het eerst geldig gepubliceerd in 1888 door Hincks.